# Arnaud d'Hauterives
Arnaud d'Hauterives est un peintre, graveur et lithographe français, né le 26 février 1933 à Braine (Aisne) et mort le 4 janvier 2018 à Parmain, membre de l'Institut, Président d'honneur du Syndicat de la Critique parisienne fondé en 1899. Par le mariage de sa sœur Chantal, il est le beau-frère du peintre et lithographe André Brasilier.

## Biographie

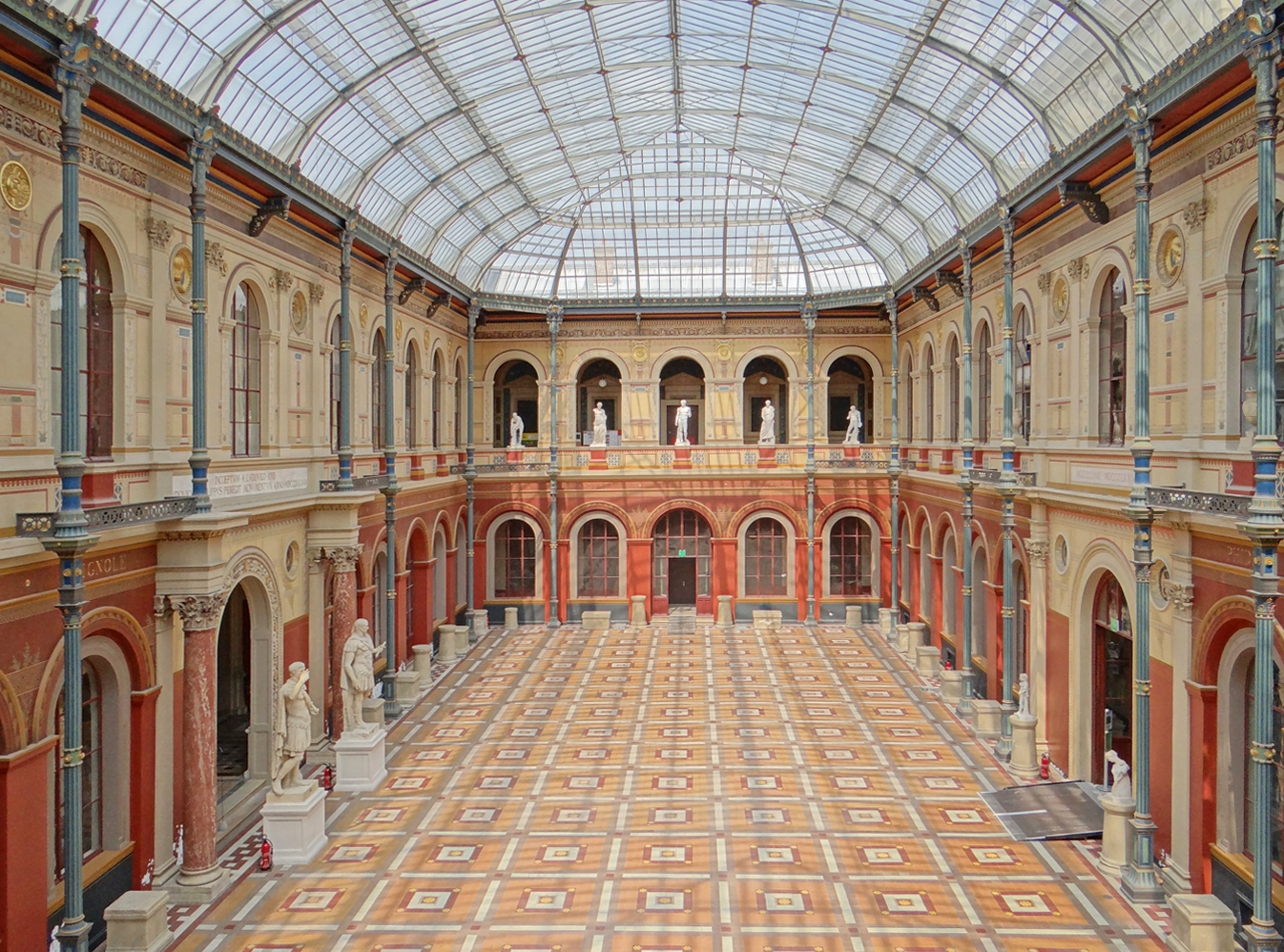
École nationale supérieure des beaux-arts, Paris

Arnaud d’Hauterives naît du mariage de Louis d'Hauterives, descendant d'une famille installée en Louisiane, devenue américaine en 1803 et qui revint en France un siècle plus tard , et de Germaine Hincelin, native du village de Braine. « Cette histoire mouvementée de sa famille, restitue son amie Michèle Battut, a certainement déterminé son goût prononcé pour les voyages. Dès le début de sa carrière, il sillonnera la planète. Ses voyages lui feront découvrir la mer qui occupera une  grande place dans son œuvre ». 
Il s’inscrit à l’École des beaux-arts de Reims puis entre en 1955 à l'École nationale supérieure des beaux-arts de Paris dans les ateliers de Raymond Legueult pour la peinture et d'Édouard Goerg pour la gravure : il évoquera son lever quotidien d'alors à trois heures et demi du matin afin de balayer les sols du Bazar de l'Hôtel de Ville et de payer ainsi ses études. En 1957, une bourse du gouvernement néerlandais lui vaut un séjour d'études à Amsterdam, puis, en juillet, il est délégué de l'École nationale supérieure des beaux-arts au 6e Festival mondial de la jeunesse et des étudiants qui se tient à Moscou.
Premier grand prix de Rome en 1957, il réside pendant quatre ans à la Villa Médicis sous la direction de Jacques Ibert, puis de Balthus avec qui il se lie d’amitié : « sa formation classique est stimulée au contact de Balthus, restitue Lydia Harambourg ; à ses côtés, il expérimente la liberté de peindre et l'esprit moderne qui s'y rattache en dépit des contraintes ». C'est plus tard, évoque encore Lydia Harambourg, « qu'ils cohabiteront sur les cimaises de la galerie Henriette Gomès », puis « qu'avec ses premiers pastels réalisés dans le Morvan chez Balthus, il découvre dans les lignes amples du paysage une distance d'un autre ordre, celui de la poésie. Il inaugure des harmonies dorées, griffées de traits à la plume dont les ruptures de tons purs distillent une lumière blonde qui le caractérise ». Il épouse Renée Delhaye le 1er juin 1959, union dont naîtront trois enfants, Arielle, Régis et Louis.

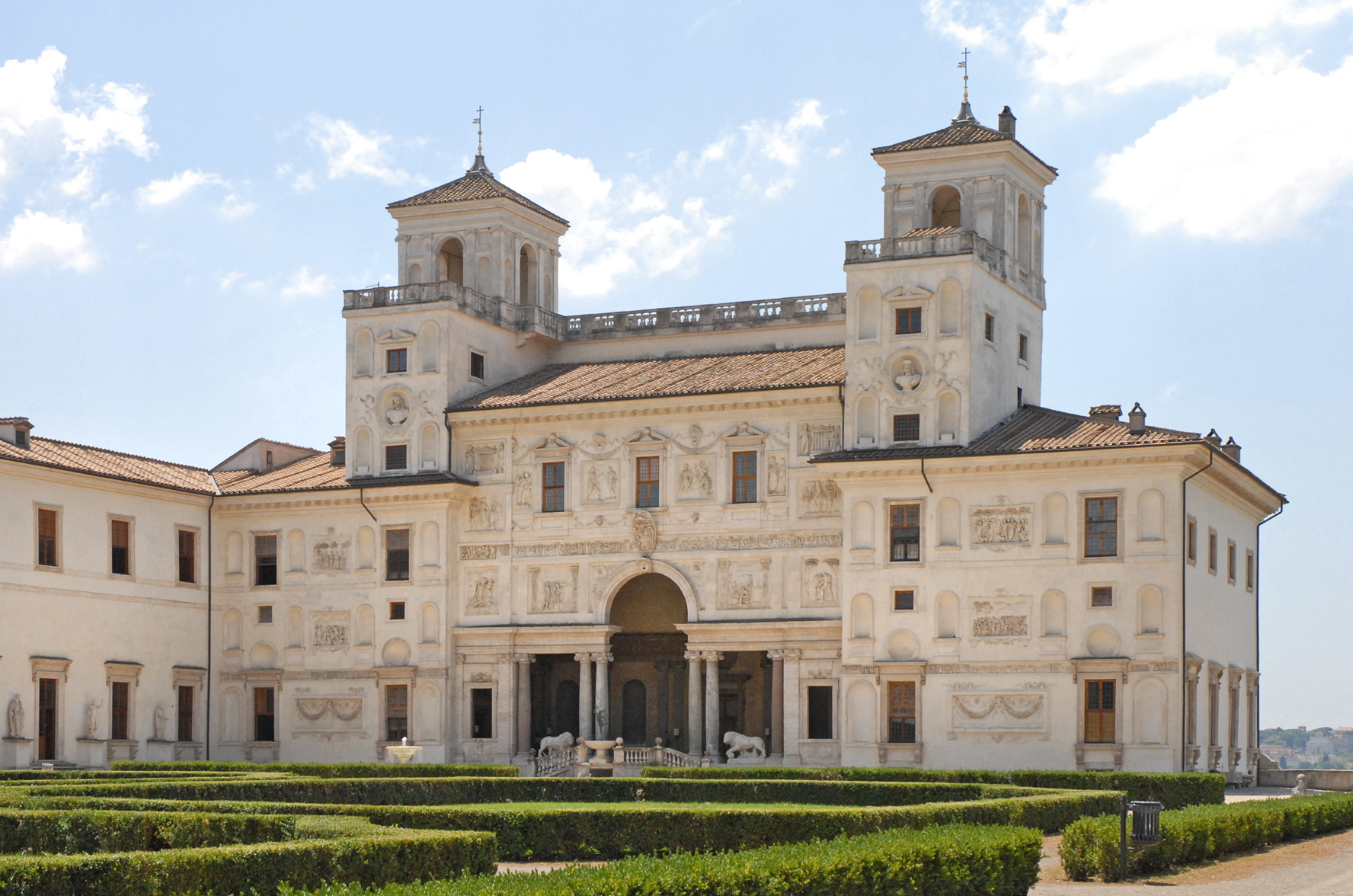
Rome, la villa Médicis
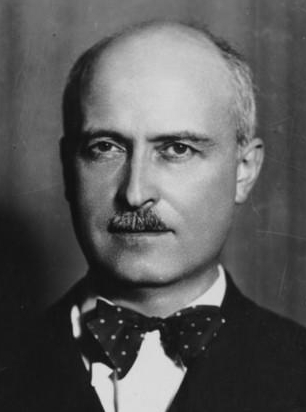
Jacques Ibert
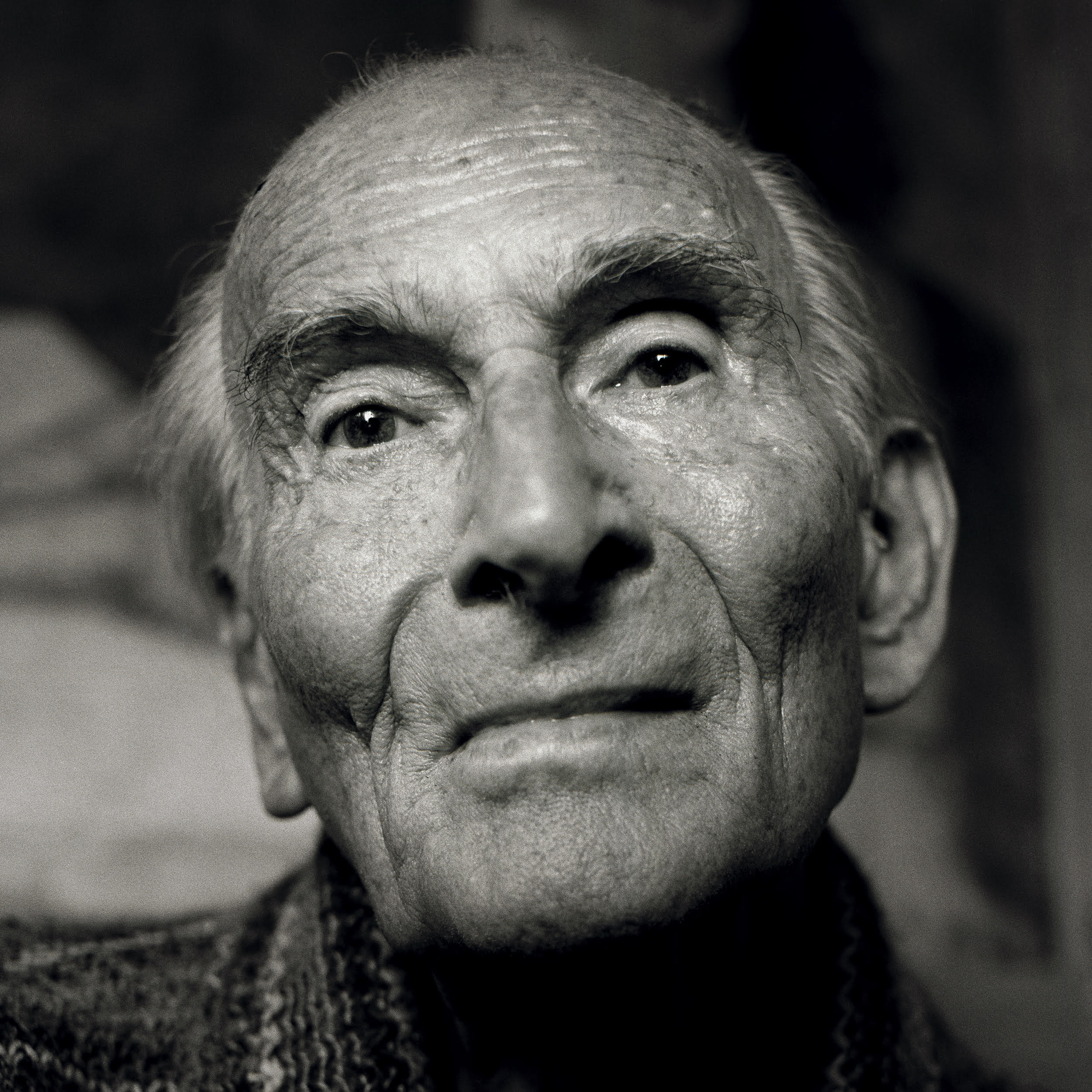
Balthus

De 1964 à 1966, faisant partie avec Jean-Pierre Pophillat de la 35e promotion, il séjourne à la Casa de Velázquez à Madrid. Ses voyages le conduisent ensuite au Cameroun en 1970, aux Antilles, Mexique, Venezuela, Nicaragua et Panama en 1972, au Canada et aux États-Unis en 1974, en Afrique et dans le golfe Persique en 1976, en Guyane en 1978, dans la mer Rouge, en Égypte et en Grèce en 1980 : la grande place du thème de la mer dans son œuvre trouve là sa source, et il devient en 1981 peintre de la Marine. Il est président de la Société des artistes français de 1981 à 1991, se rendant en Chine en 1981 à l'invitation de l'Association des artistes de Chine, puis en U.R.S.S. en 1984 à l'invitation de l'Union des artistes d'URSS.

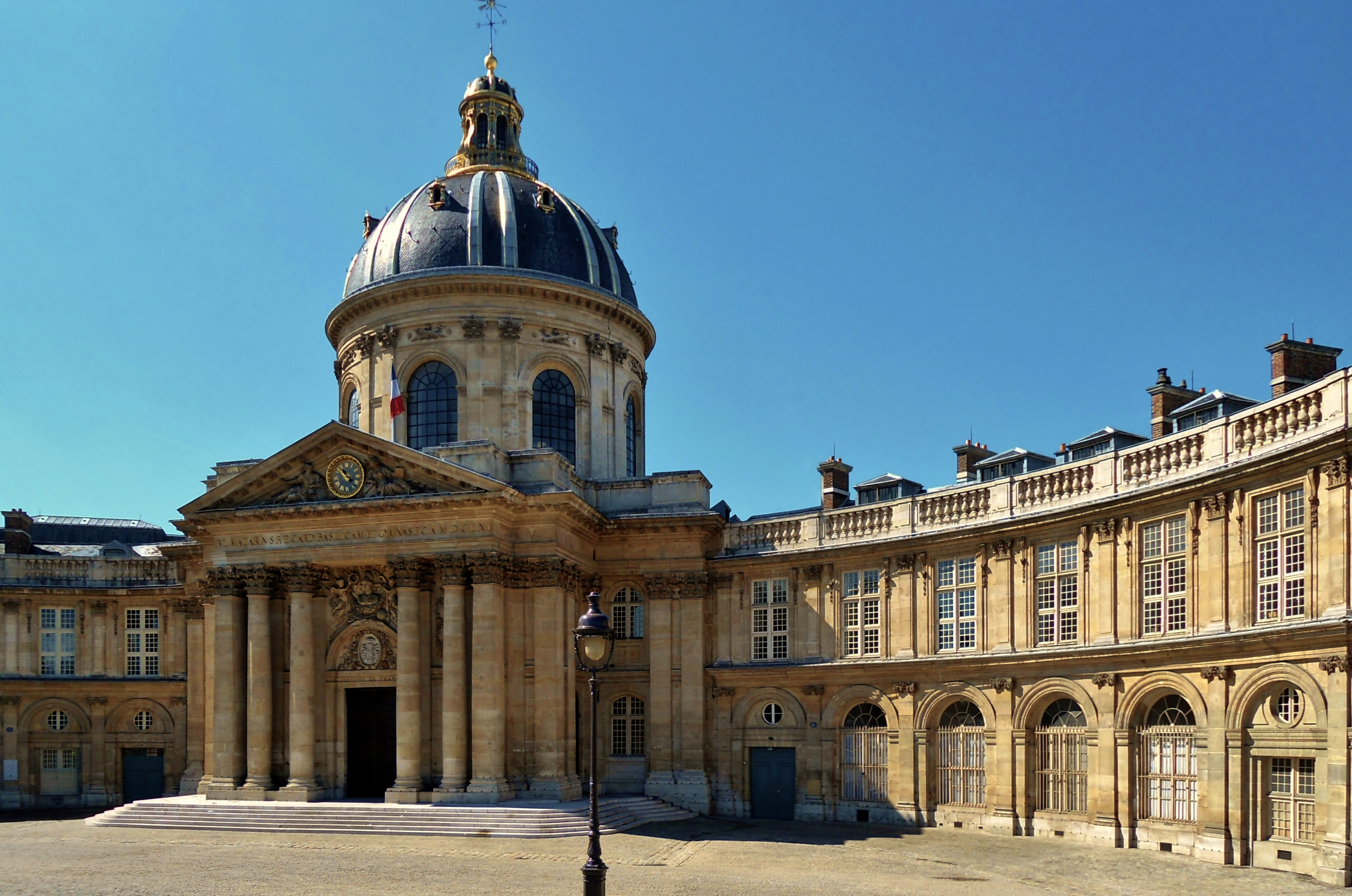
L'Institut de France, Paris, siège de l'Académie des beaux-arts

Élu membre de la section de peinture de l’Académie des beaux-arts le 13 juin 1984 au fauteuil de Jean Souverbie, il est président de cette compagnie en 1987, 1991 et 1996, année où il est élu secrétaire perpétuel, succédant à l’architecte Bernard Zehrfuss. Il a particulièrement œuvré à l'entrée de la photographie au sein de l'institution, qui s'est concrétisée par la création de la section de photographie en 2005, de même que pour la mobilisation en faveur de la tapisserie contemporaine en 2009. En juin 2016, il signe avec Françoise Marquet-Zao l'acte de donation à l'Académie des beaux-arts d'œuvres et de l'épée d'académicien de Zao Wou-Ki puis démissionne de sa fonction de Secrétaire perpétuel en décembre de la même année pour raisons de santé.

Une séance publique de l'Académie des beaux-arts, 18 novembre 2009
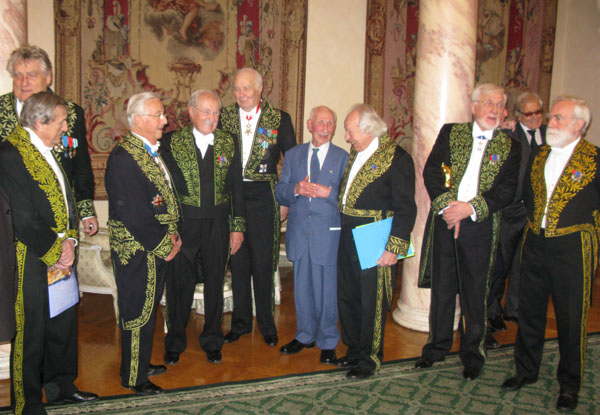
de gauche à droite : Gérard Lanvin à l'arrière plan, Yves Boiret, Claude Parent, Arnaud d'Hauterives, Francesco Marino Di Teana, Antoine Poncet, Jean Cardot et Pierre Carron

En 1986, il est nommé conservateur du musée Marmottan. La gestion de ce musée fait l'objet d'une polémique concernant la vente d'une partie de ses collections.
Il est membre d'honneur de l'Observatoire du patrimoine religieux (OPR), une association multiconfessionnelle qui œuvre à la préservation et au rayonnement du patrimoine cultuel français.
Mort le 4 janvier 2018, Arnaud d'Hauterives est le 8 janvier inhumé au cimetière de son village natal de Braine,.

## Publications

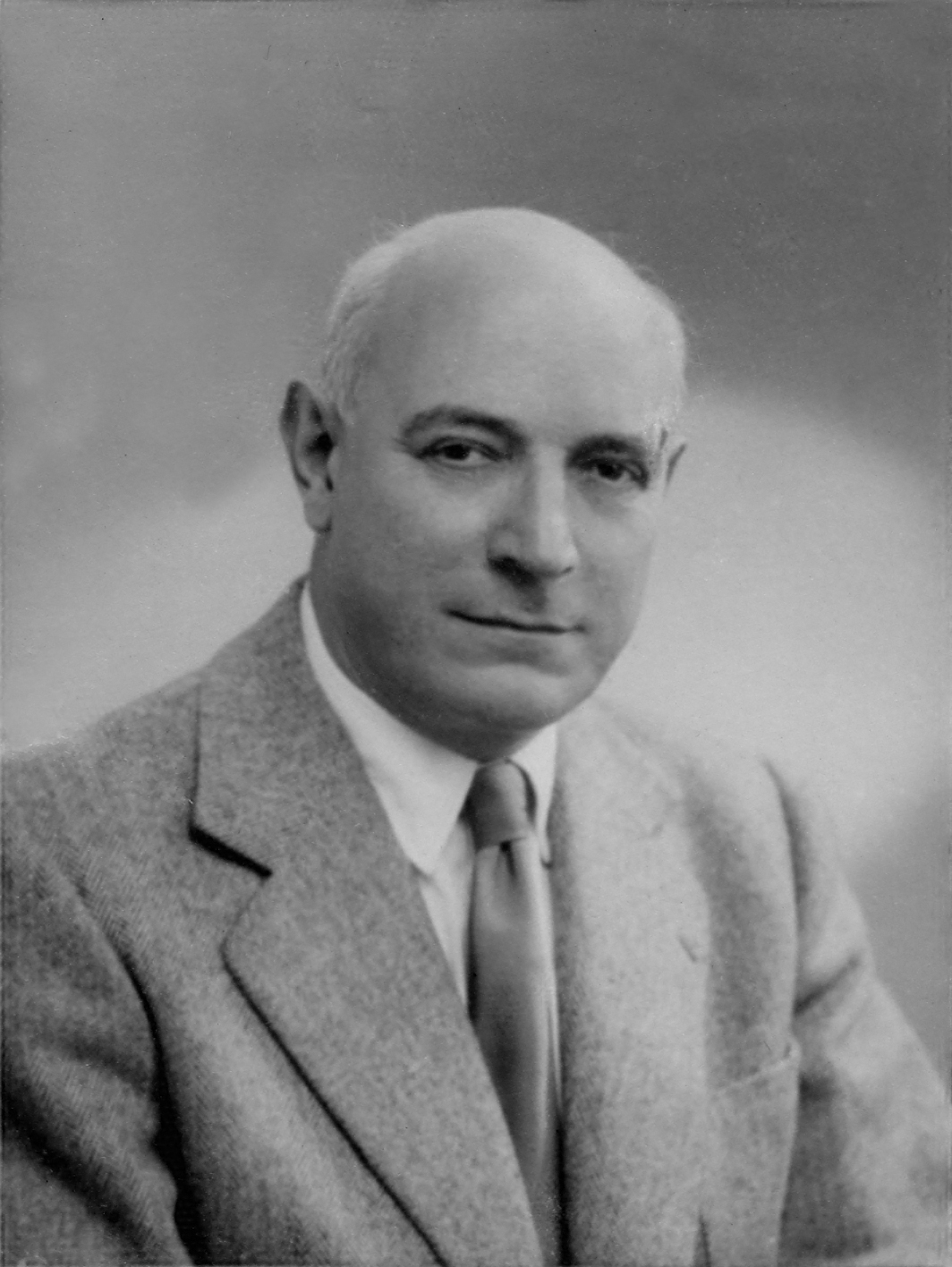
Fernand Mourlot

### Contributions bibliophiliques
- Charles Baudelaire (préface de Raymond Cogniat), Les Paradis artificiels, 20 lithographies originales d'Arnaud d'Hauterives tirées par Fernand Mourlot, 325 exemplaires numérotés, Club du livre, Philippe Lebaud éditeur, 1974[14].
- Yves Frontenac, Abymes de lumière, récit suivi de Variations sur un sourire, illustrations d'Arnaud d'Hauterives, 150 exemplaires hors commerce et 500 exemplaires numérotés, éditions SNMPD, 1978.
- Charles Baudelaire, Les Fleurs du mal, illustrations d'Arnaud d'Hauterives, 1 800 exemplaires numérotés, Club du livre, 1985.
- Charles Baudelaire, Journaux intimes, lithographies originales d'Arnaud d'Hauterives, 285 exemplaires numérotés, Club du livre, 1991.

### Catalogues d'expositions

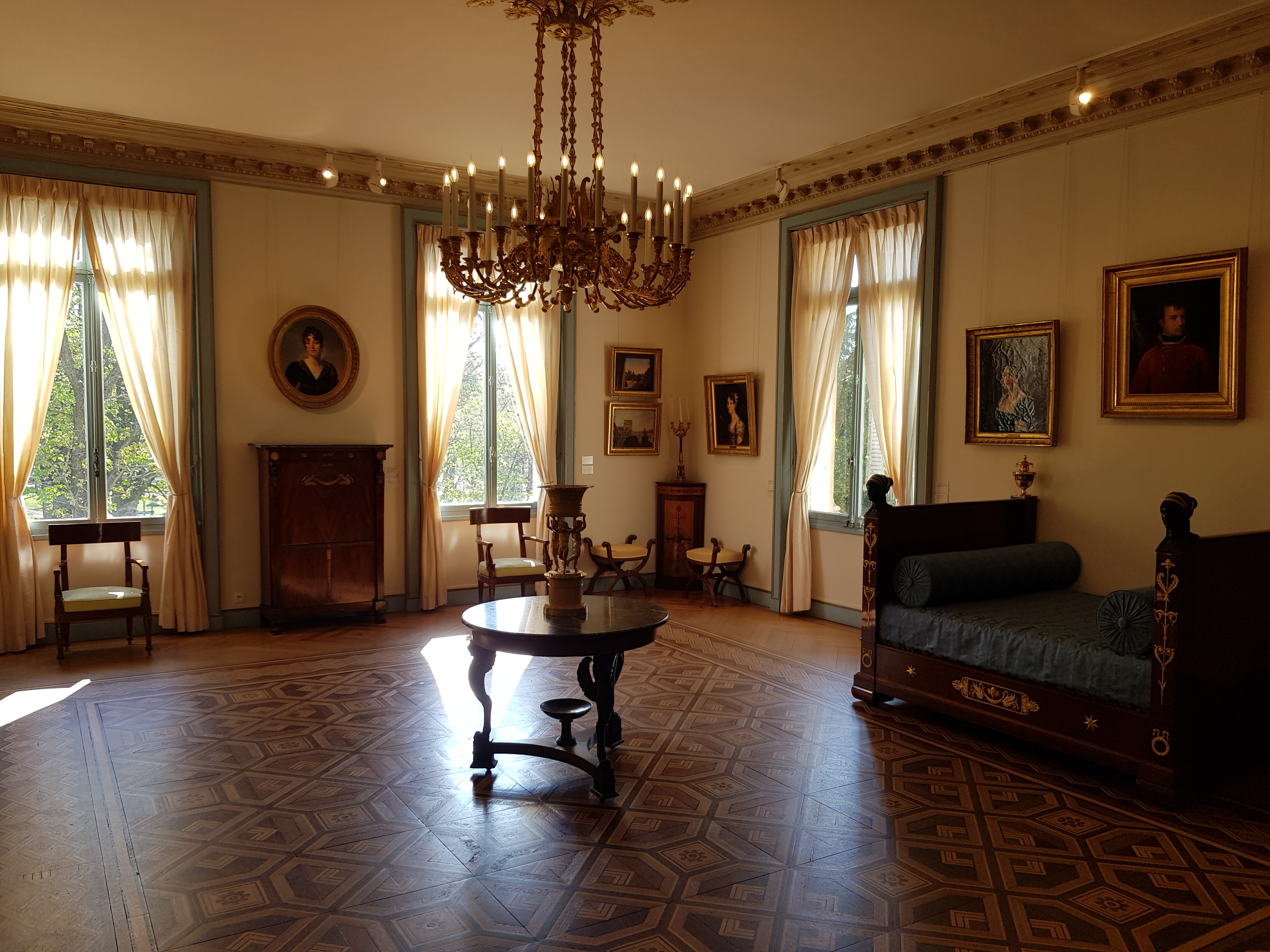
Musée Marmottan, Paris

- Jean-Jacques Morvan et Arnaud d'Hauterives, Traditions et recherches : chefs-d'œuvre des musées de l'U.R.S.S. - Jeunes artistes soviétiques, art contemporain français, Société des artistes français, mai 1984.
- Arnaud d'Hauterives (préface), Rémy Le Sidaner, Catherine Lévy-Lambert et Marianne Delafond, Henri Le Sidaner, éditions La Bibliothèque des arts / Musée Marmottan, 1989.
- Arnaud d'Hauterives et Roberto Soffritti (it), Giovanni Boldini, 1842-1931, Musée Marmottan, Paris : Leonardo, Rome, 1991.
- Arnaud d'Hauterives, François Daulte, Agnès Lacau St. Guily, Marie-Christine Decroocq, Roger Passeron et Jennifer Jones, Odilon Redon - La collection Woodner (d), Fondation de l'Hermitage, Lausanne / Musée Marmottan, Paris, 1992.
- Arnaud d'Hauterives, François Daulte et Claude Roger-Marx, Yves Brayer, éditions du Musée Marmottan, 1993.
- François Daulte, Arnaud d'Hauterives, Germain Bazin et Marianne Delafond, Claude Monet et ses amis, éditions de la Fondation de l'Hermitage, Lausanne, 1993.
- Arnaud d'Hauterives (avant-propos), La Nouvelle Vague : l'estampe japonaise de 1868 à 1939 dans la collection de Robert O. Muller, musée Marmottan, 1994.
- François Bellec, Jean-François Deniau et Arnaud d'Hauterives, Luc-Marie Bayle, éditions de l'Association des amis du musée de la Marine, 1995.
- Arnaud d'Hauterives, De Waldmüller à Klimt - Cinquante neuf toiles de la galerie autrichienne du Palais du Belvédère, éditions Bibliothèque des arts/musée Marmottan, 2001.
- Jacques Mosley, Sylvie de Turckeim-Pey, André Jammes, Arnaud d'Hauterives, Paul-Marie Grinewald, Christine Paput et Jacques André, Le Romain du Roi - La typographie au service de l'État, 1702-2002, Musée de l'imprimerie, Lyon, 2002.
- Thierry Lefrançois (préface d'Arnaud Hauterives), Gaston Balande méconnu, Éditions Être et connaître, La Rochelle, 2004.
- Jérôme Coignart, Axelle Corty et Arnaud d'Hauterives, La villa Ephrussi de Rothschild, Société française de promotion artistique, Paris, 2005.
- Jacques Barrat (préface d'Arnaud d'Hauterives), La vénerie française, un patrimoine d'avenir, collection « Vénerie », Bibliothèque des introuvables, 2007.
- Arnaud d'Hauterives, Alida Kreslina, Norbert Zawiswa, Françoise de Loisy et Yves Millecamps, Jean Lurçat, Académie des beaux-arts / Musée Jean-Lurçat et de la tapisserie contemporaine d'Angers, 2008.
- Dominique Blanc, Arnaud d'Hauterives, Bérénice Geoffroy-Schneiter et François Pannier, Masks of the Himalayas, 5 Continents éditions, 2009.
- Arnaud d'Hauterives, Hirohisa Takano-Yoshizawa, Anne Sinclair et Daniel Marchesseau, Marie Laurencin, 1883-1956, Hazan/musée Marmottan, Paris, 2013.

### Contributions monographiques
- Hervé Bazin, Roger Chapelain-Midy, Arnaud d'Hauterives, Walstein Findlay (en), Simone Karoff et Robert Pinard (préface de Michel Ciry), Michel-Henry, Playtime Éditions, 1986.
- Romane Petroff (préface d'Arnaud d'Hauterives), Alain A. Fournier, peintre, éditions de l'Association des amis d'Alain A. Fournier, Agneaux, 2007.

## Expositions

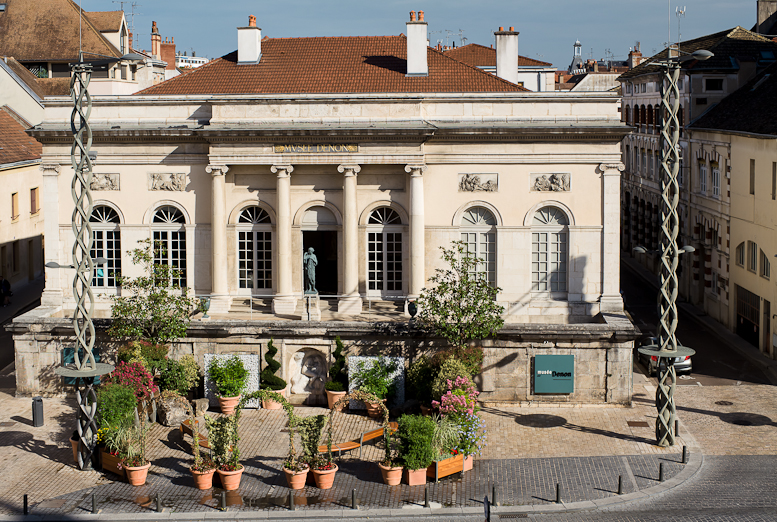
Musée Denon, Chalon-sur-Saône, 1982, 1990

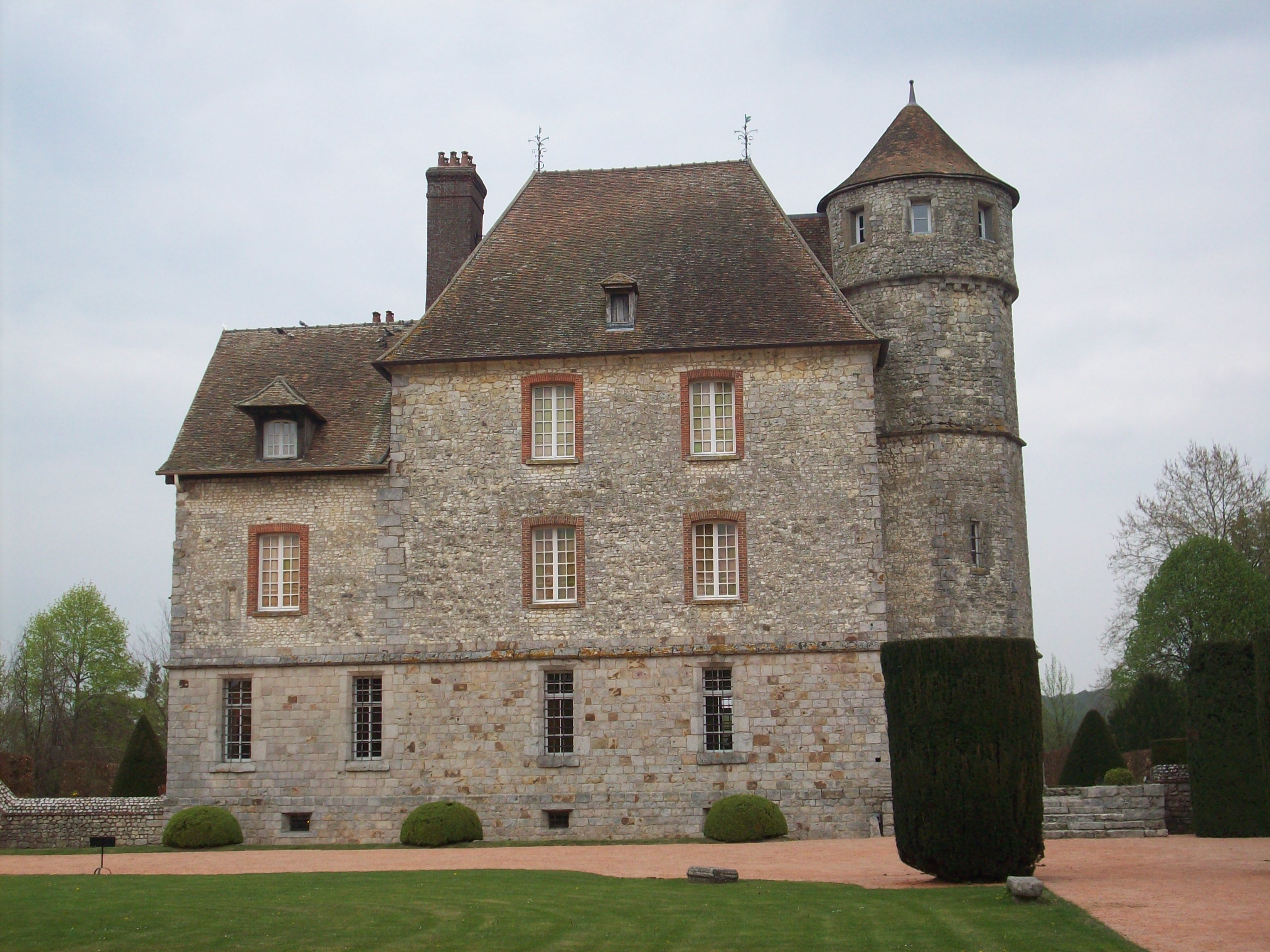
Château de Vascœuil, 1990

### Expositions personnelles
Arnaud d’Hauterives expose dans le monde entier : en France, en Russie, en Espagne, à Taïwan, à Johannesbourg, en Allemagne, à Rio de Janeiro, à Pékin. Citons :
- Galerie Jardin des arts, Rome, 1960.
- Galerie Henriette Gomès, 8, rue du Cirque, Paris, 1963, 1967.
- Galerie Maurice Garnier, Paris, 1975.
- Galerie L'Orangerie, Nantes, 1976.
- Galerie de Paris, Paris, 1977.
- Musée Denon, Chalon-sur-Saône, avril-juin 1982 et décembre 1990 - janvier 1991.
- Château de Vascœuil, 1990.
- Galerie Saint-Hubert, Lyon, 1992.
- Galerie Félix Vercel, Paris, 1992[15].
- Centre culturel coréen, Paris, 1992.
- Galerie Mona, Tokyo, 1992.
- Galerie Dimension, Taipeh, 1992.
- Galerie L'Homme qui rit, 4, place des Barricades, Bruxelles, mars-mai 1993[16].
- Musée d'Art de Dallas, 1996.
- Chapelle des Jésuites, Chaumont (Haute-Marne), 1998.
- Galerie Mouvances, Paris, 1998.
- Théâtre des Variétés, Paris, 2005.
- Le Chevalet de Touraine, Tours, 2005.

### Expositions collectives

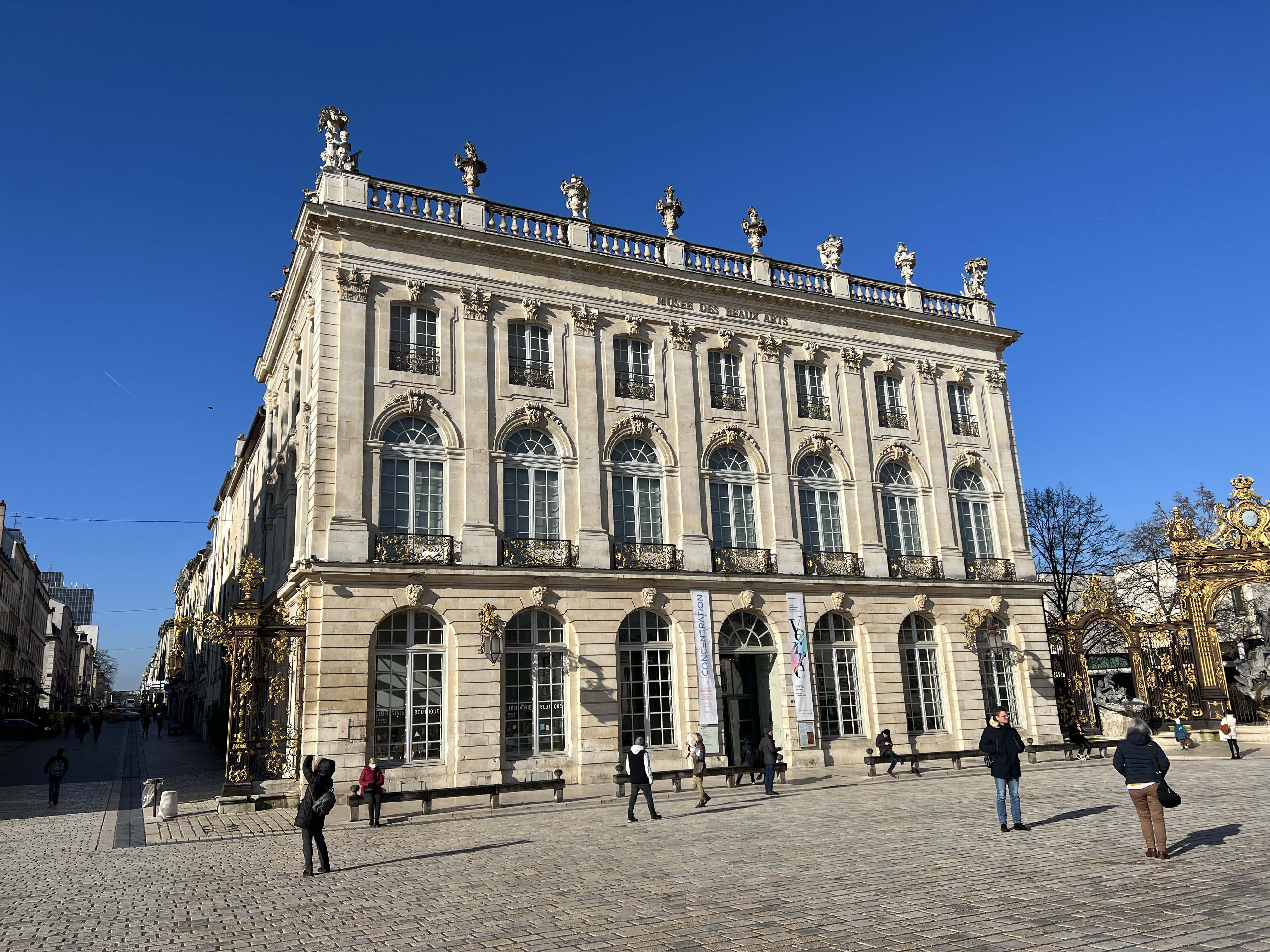
Musée des Beaux-Arts de Nancy, 1964

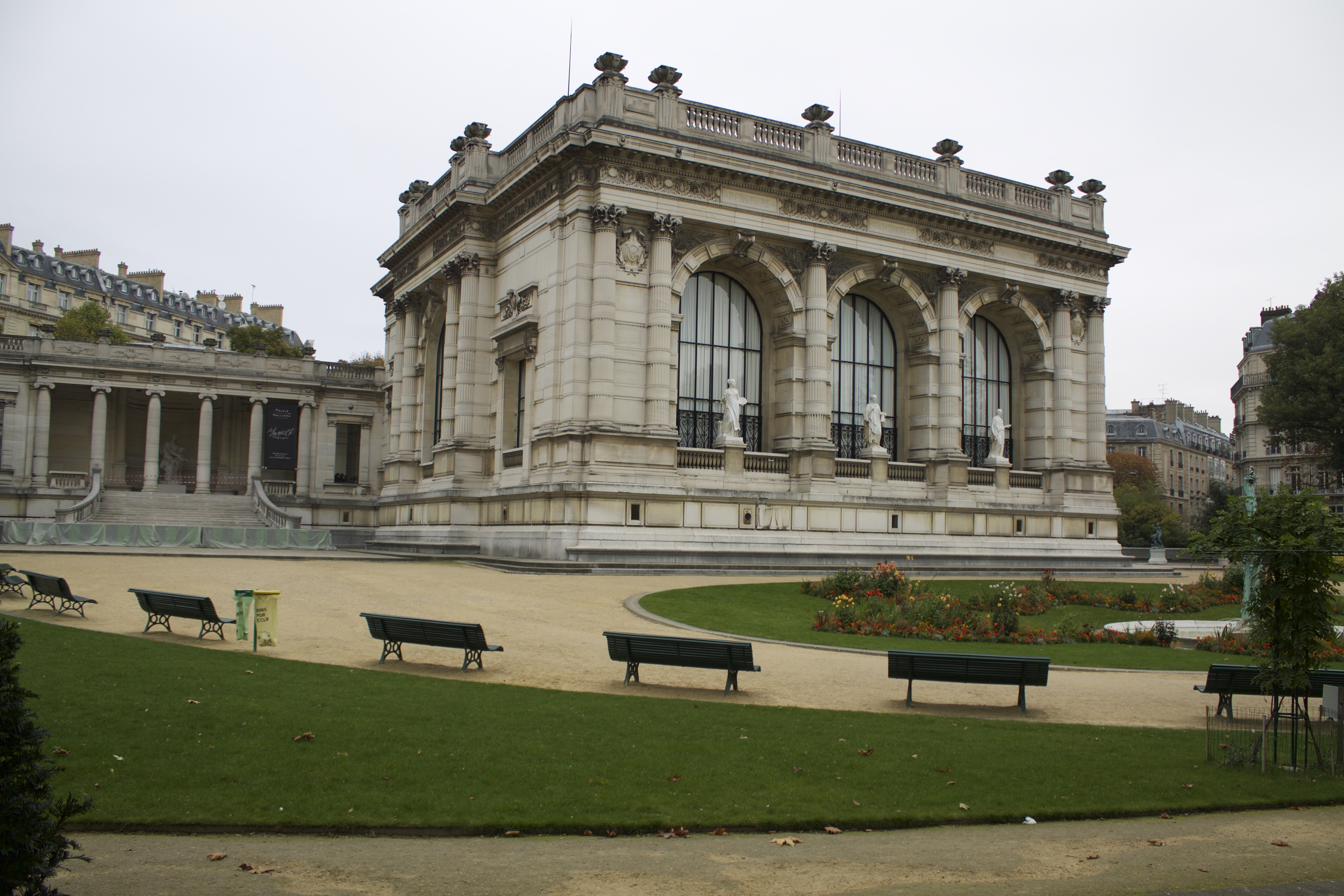
Palais Galliera, Paris, 1971

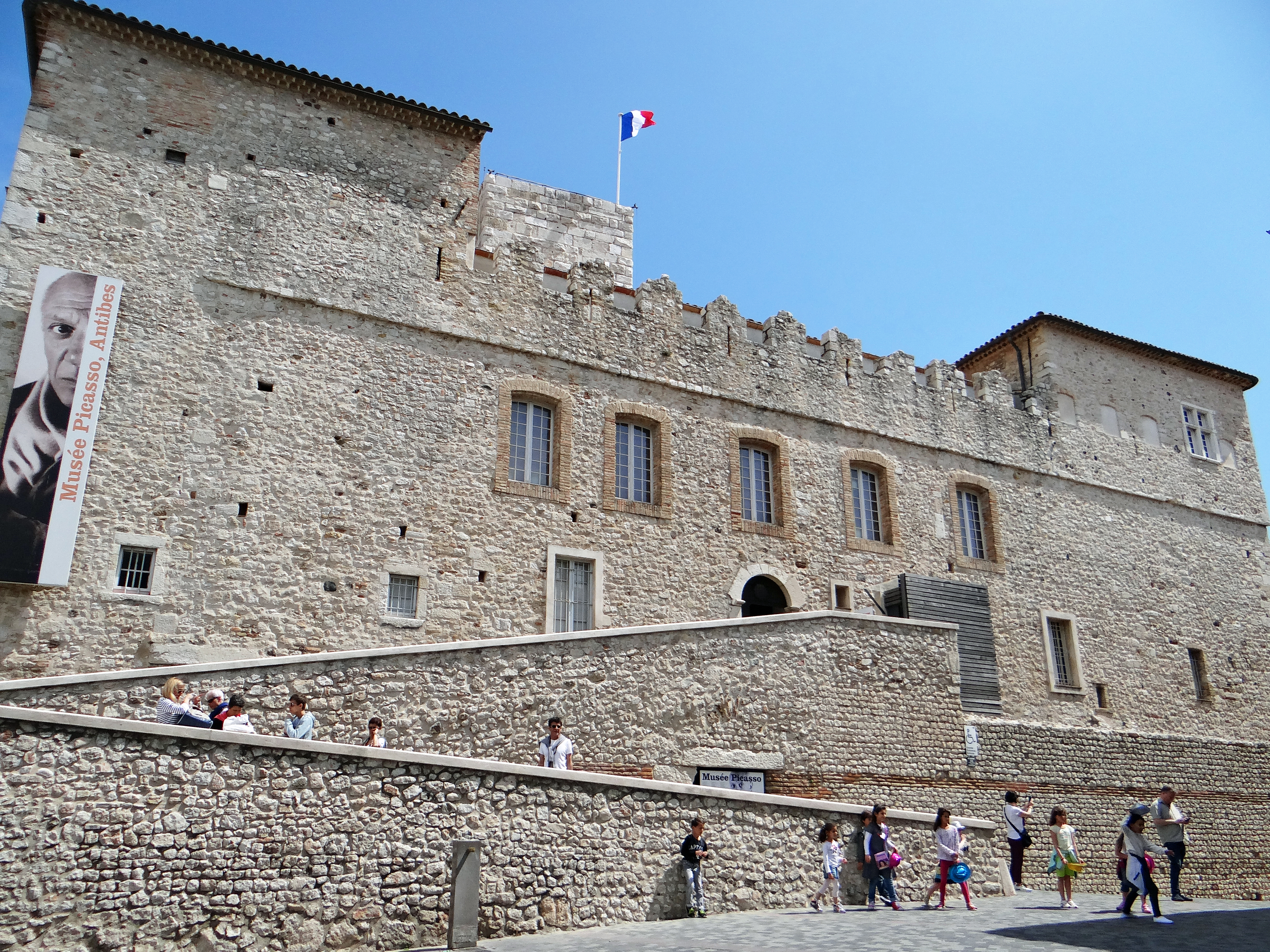
Musée Picasso, Antibes, 1977

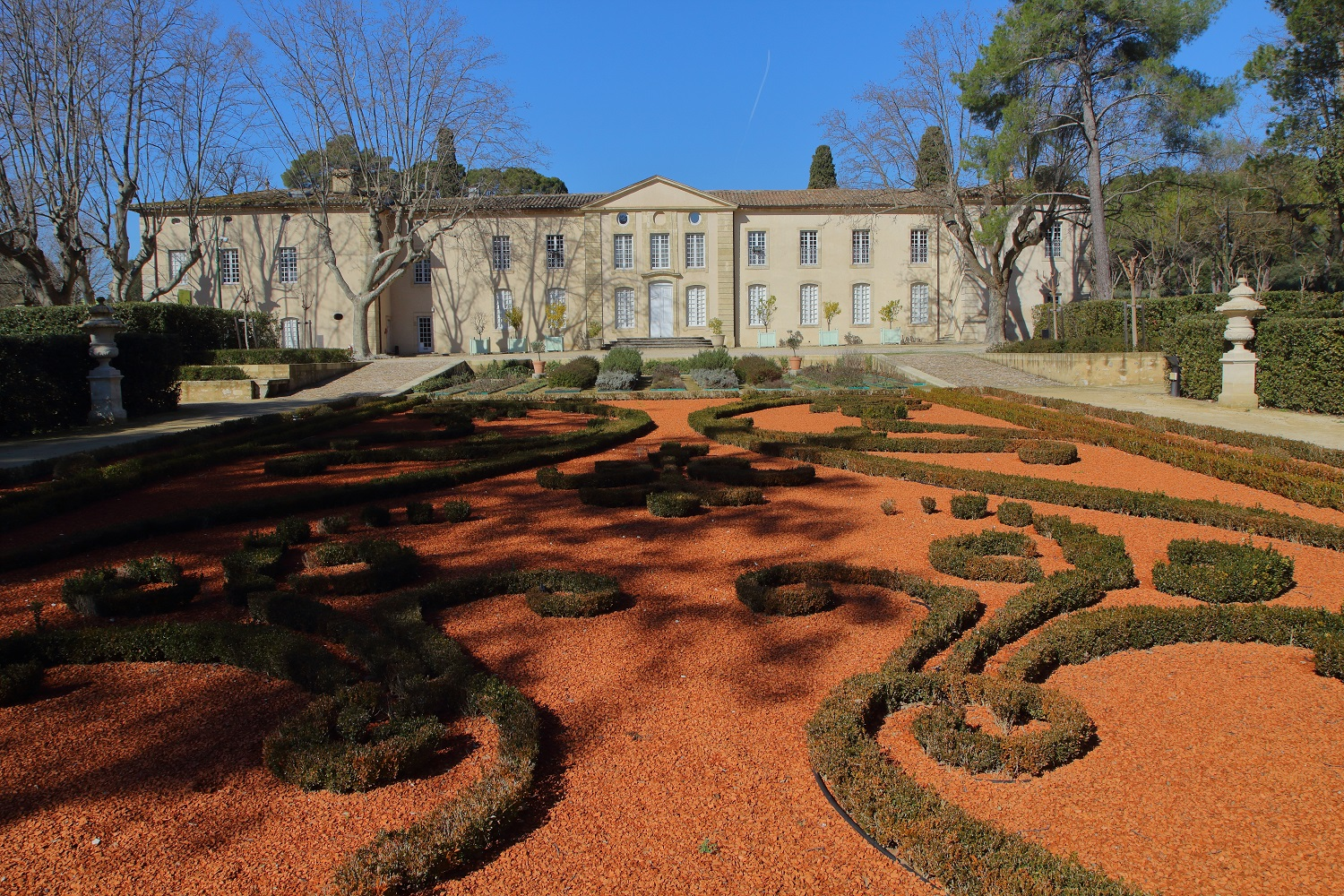
Château d'Ô, Montpellier, 1997

- Musée des Beaux-Arts de Nancy, 1956[15].
- Galerie Juarez, Palm Beach (Floride), 1962.
- Présence du visible - Francis Bacon, Francisco Bores, Roger Chastel, Leonardo Cremonini, Alberto Giacometti, Francis Gruber, Arnaud d'Hauterives, Jean Hélion, Charles Lapicque, Eugène Leroy, Paul Rebeyrolle, Gaston-Louis Roux, Pierre Tal Coat, Javier Vilató…, galerie Jeanne Castel, Paris, puis musée des Beaux-Arts de Nancy, 1964[17].
- Bibliothèque nationale d'Espagne, Madrid, 1965.
- Salon des peintres témoins de leur temps, palais Galliera, Paris, 1971 (thème : Beautés de l'Europe), février-mars 1977 (thème : La fête ; toile présentée : Les feux de la Saint-Jean)[18].
- Les cinquante derniers Premiers Grands Prix de Rome, Musée Picasso, Antibes, 1977.
- Salon d'automne, Paris, sociétaire en 1978[19].
- Aujourd'hui l'Académie des beaux-arts, espace Cardin, Paris, 1985.
- Salon du dessin et de la peinture à l'eau, Paris, 1987[20].
- Salon des artistes bas-normands (Arnaud d'Hauterives invité d'honneur), Caen, 1988.
- Salon de peinture de l'École polytechnique - Jean-Pierre Alaux, Michèle Battut, Maurice Boitel, Lucien Fontanarosa, Arnaud d'Hauterives, Daniel du Janerand, Michel Jouenne, Monique Journod, Germaine Lacaze, Gaston Sébire, Andrés Ségovia…, salons d'honneur de l'École polytechnique, Palaiseau, mai 1990[21].
- L'Académie des beaux-arts, galerie Malaval, Lyon, 1997.
- Dessins de l'Académie des beaux-arts, château d'Ô, Montpellier, 1997.
- Société internationale des beaux-arts, mairie du 9e arrondissement de Paris, octobre 1997.
- Artistes et présidents - Jean Commère, Antoniucci Volti, Édouard Georges Mac-Avoy, Jean Carzou, Roger Chapelain-Midy, André Hambourg, Jean-Pierre Alaux, Arnaud d'Hauterives, Gaston Sébire, Jean Cluseau-Lanauve, salle Chemellier, Angers, octobre-novembre 1998[22].
- Salon de la marine, Musée national de la Marine, Paris, août 2001.
- Les peintres officiels de la Marine font escale à l'Assemblée nationale, Palais Bourbon, septembre-octobre 2001[23].
- Livres d'artistes des membres de l'Académie des beaux-arts, Bibliothèque de l'Institut, Paris, octobre 2007 - janvier 2008[24].
- Les peintres de l'Académie des beaux-arts, galerie Sellem, Paris, novembre 2008[25].

## Citations
(1er novembre 2022).

### Dits et écrits d'Arnaud d'Hauterives
- « J'ai toujours été amoureux du mystère, le mystère crée pour moi la séduction. » - Arnaud D'Hauterives[26]
- « Je revois les dessins réalisés par le jeune aspirant Pierre Loti, aussi ne puis-je m'empêcher d'établir un parallèle entre vos destinées. Marins écrivains, marins peintres, vous avez le privilège d'associer passion et métier sans parvenir à assouvir cette boulimie créatrice qui n'a cessé de vous tenailler tout au long de notre vie. Il est indéniable que les voyages au long cours prédisposent à l'évasion, au recueillement. Le microcosme qu'est le bateau ne peut qu'inciter à mieux cerner, à mieux percevoir nos émotions profondes, à nous imprégner de l'esprit des "choses vues" élagué de ce qui ne saurait être "l'essentiel". » - Arnaud d'Hauterives[27]

### Réception critique et témoignages
- « Les déesses que vous mettez en scène n'ont pas la sereine certitude de celles descendant de l'Olympe. Tout aussi belles, mais d'une autre beauté, elles portent en elles le doute d'un paradis accessible et la certitude d'une vie traversée d'orages et de passions. Ainsi, votre œuvre va se meubler de personnages, de femmes essentiellement, l'homme n'y figurant qu'à de rares exceptions. Vos héroïnes, vous les placerez en des situations et une atmosphère qui en inspirera le comportement. Superbes, toujours enfoncées en leur nuit, provocantes souvent, nues en leurs collants de dentelles, habitées de rêves étranges, leurs yeux exprimant l'angoisse d'un destin entre-aperçu, ouvert sur des perspectives de néant. Et, par-dessus-tout, ce sont des interrogations qu'elles nous lancent par votre intermédiaire, en ce monde de fantômes immobiles et muets que vous mettez en scène, dont la signification ambiguë brouille les couleurs du bien et du mal et appelle l'esprit en une quête de vérité rétablissant l'équilibre entre nos sens et la raison. » - Georges Cheyssial[26]
- « Ce qu'on trouve, dans ses toiles, c'est la volupté un peu trouble que la proximité des charmes voilés de la femme enclenche dans la machinerie onirique de la prime adolescence, orientée moins vers la possession que vers la contemplation de la Beauté et le désir de l'Inaccessible… Cette veine de son œuvre est peuplée de jeunes femmes capiteuses et captieuses, hiératiques, figées dans une grâce qui nous parvient comme celle d'étoiles peut-être mortes depuis des siècles, femmes fascinantes comme les grands espaces stériles, femmes qui, peut-être, tomberaient en poussière si l'on osait poser sur elles une caresse. Paradis artificiel et raffiné, cet univers est propre à susciter des émois inavoués, tout proches de ceux des enfants frôleurs d'interdits : armoire secrète dans la chambre des parents, bibliothèque d'adultes, collection de venins, animaux aux formes maléfiques, armes à feu touchées en cachette, caves et pièces écartées quand le jour tombe. On comprend avec quelle émotion Hauterives a pu se plaire à illustrer Les Paradis artificiels et Les Fleurs du mal, se livrant au plaisir de donner à l'œil une correspondance aux tendresses torturées de Baudelaire, à ses imaginations lascives et cruelles, cris blasphémateurs et suaves invocations, autant qu'à ses obsessions du "langage des choses muettes", des "gouffres derrière les décors", d'une "métamorphose mystique de tous (les) sens fondus en un". » - Pierre Dehaye[28]
- « Les visions mi-fantastiques, mi-surréalistes d'un artiste bien connu des habitués du Salon d'Automne. » - Gérald Schurr[29]
- « Ses tableaux sont composés d'une opposition d'ombres et de lumières d'où émergent figures et objets, dans une atmosphère fantastique. » - Dictionnaire Bénézit[30]

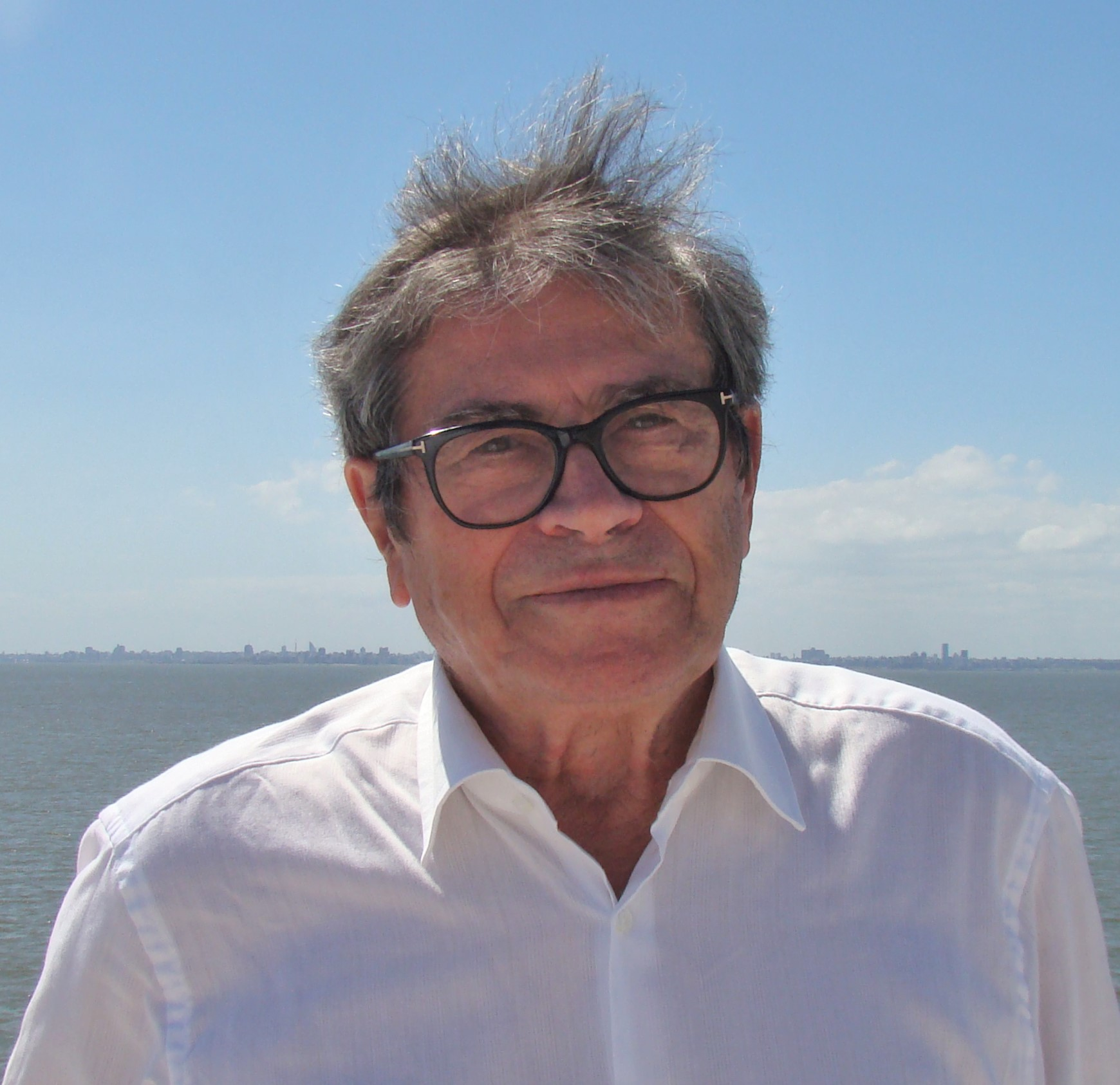
François Bellec

- « Arnaud d'Hauterives est poussé vers l'Afrique secrète, par sa passion pour l'ethnologie. Il est allé rencontrer les Dogon du Mali et les chefs-d'œuvre rituels par lesquels ils matérialisent les figures de leur cosmogonie… Il a trouvé les innombrables motifs de sa vingtaine de voyages au Japon dans son intérêt personnel pour l'art japonais ancien, dans les rapports esthétiques et intellectuels de sa peinture élégante et subtile avec la culture nippone. » - François Bellec de l'Académie de Marine[31]
- « En se dégageant de toute anecdote et revenu récemment à une transposition allusive du paysage, c'est avec le corps, le visage, le nu, qu'Arnaud d'Hauterives nous donne l'impression de basculer dans un ailleurs… Ses nus ont une splendeur grave dans une atmosphère où l'ombre et la clarté installent des transparences lumineuses. Sa peinture restitue d'une façon troublante l'intégrité des espaces et des matières. Les chairs transfigurées dans une pâte onctueuse nous font éprouver la pesanteur des substances. C'est en cela qu'il exprime certains états ambigus. Un érotisme sous-jacent en phase avec le songe baudelairien installe une sorte de sidération. Ces femmes, telles le sphinx, appartiennent au monde onirique. Leurs ombres mortelles qui les accompagnent planent sur la clarté de leur beauté chimérique. » - Lydia Harambourg[3]

## Conservation

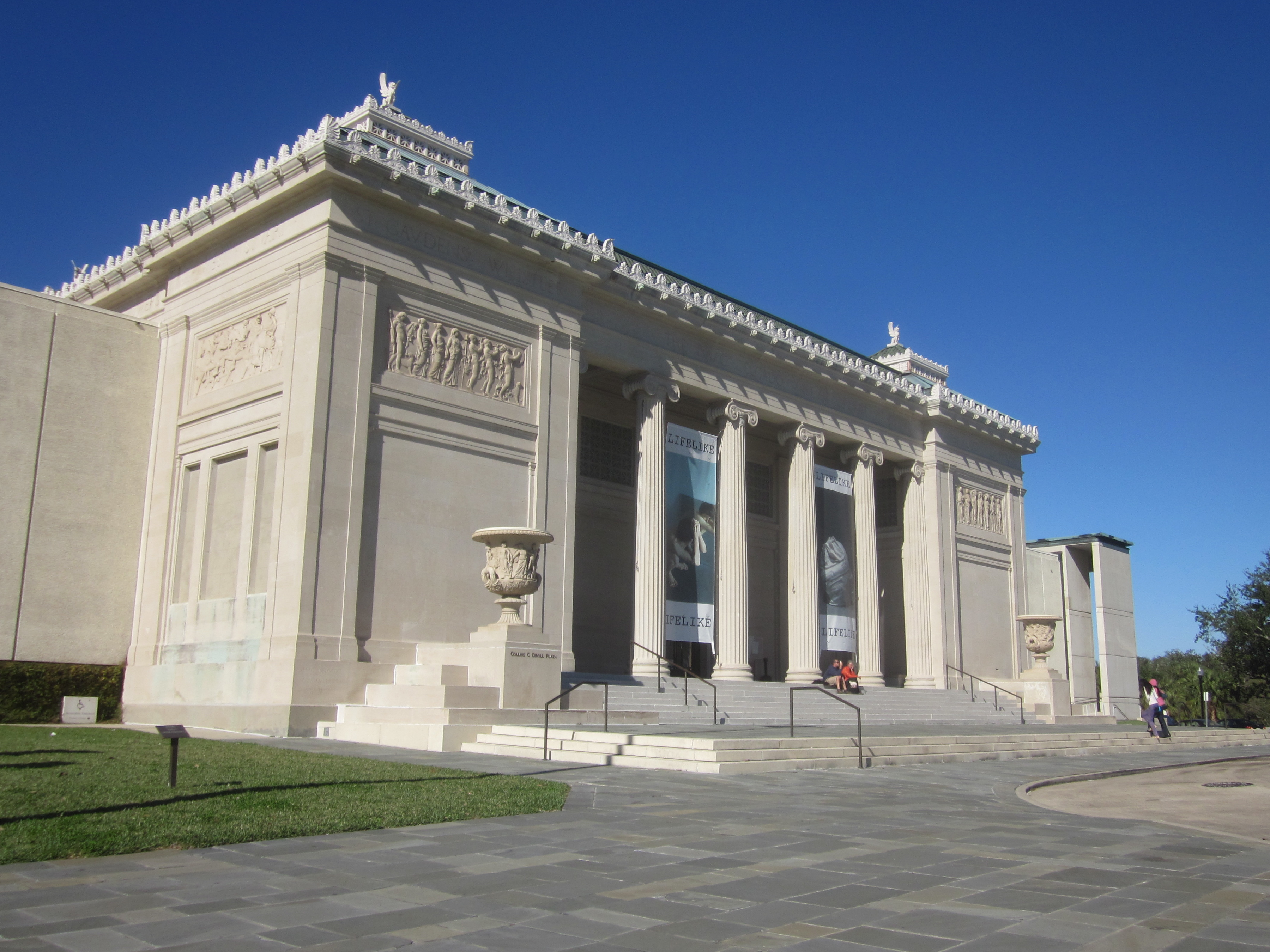
Musée d'Art de La Nouvelle-Orléans

### Collections publiques

#### États-Unis
- Musée d'Art de La Nouvelle-Orléans.

#### France
- Musée Denon, Chalon-sur-Saône.
- Préfecture de l'Essonne, Évry, Paysage de Belle-Île-en-Mer, huile sur toile 114x146cm, 1970 (dépôt du Centre national des arts plastiques)[32].
- Musée d'art figuratif de Fontainebleau.
- Musée national de la Marine, Paris.
- Département des estampes et de la photographie de la Bibliothèque nationale de France, Paris, lithographies :
  - Escuador, éditions Terre des arts, 1974.
  - À l'ouest de l'Eden, atelier Fernand Mourlot, 1987.
  - Harmonie en larme, éditions Terre des arts, 1988.
- Fonds national d'art contemporain, Puteaux :
  - Le Tage, huile sur toile 156x267cm, vers 1967[33] ;
  - Sierra de Guadarrama, huile sur toile 81x116cm, vers 1980[34] ;
  - Le bouquet noir, pastel 54x37,5cm, 1986[20].

### Collections privées
- Nombreuses collections privées aux États-Unis, Canada, Pays-Bas, Belgique, Suède, Allemagne, Australie, Brésil, Afrique du Sud, Colombie, Kenya, Gabon et Côte d’Ivoire.

## Reconnaissances et honneurs

### Décorations
- Commandeur de la Légion d'honneur[35]
- Officier de l'ordre national du Mérite[35]
- Officier de l'ordre des Palmes académiques[35]
- Commandeur de l'ordre des Arts et des Lettres (2002)[36]
- Commandeur de l'Ordre du Soleil levant (Japon)
- Grand officier de l'Ordre du mérite culturel de Roumanie
- Officier de l'Ordre national du Burkina Faso[35]

Étant membre du conseil de l'ordre des Arts et des Lettres, il est ex officio commandeur de l'ordre des Arts et des Lettres.

#### Prix et distinctions
- Premier Grand Prix de Rome, 1957[2].
- Prix de la Critique, 1967[39].

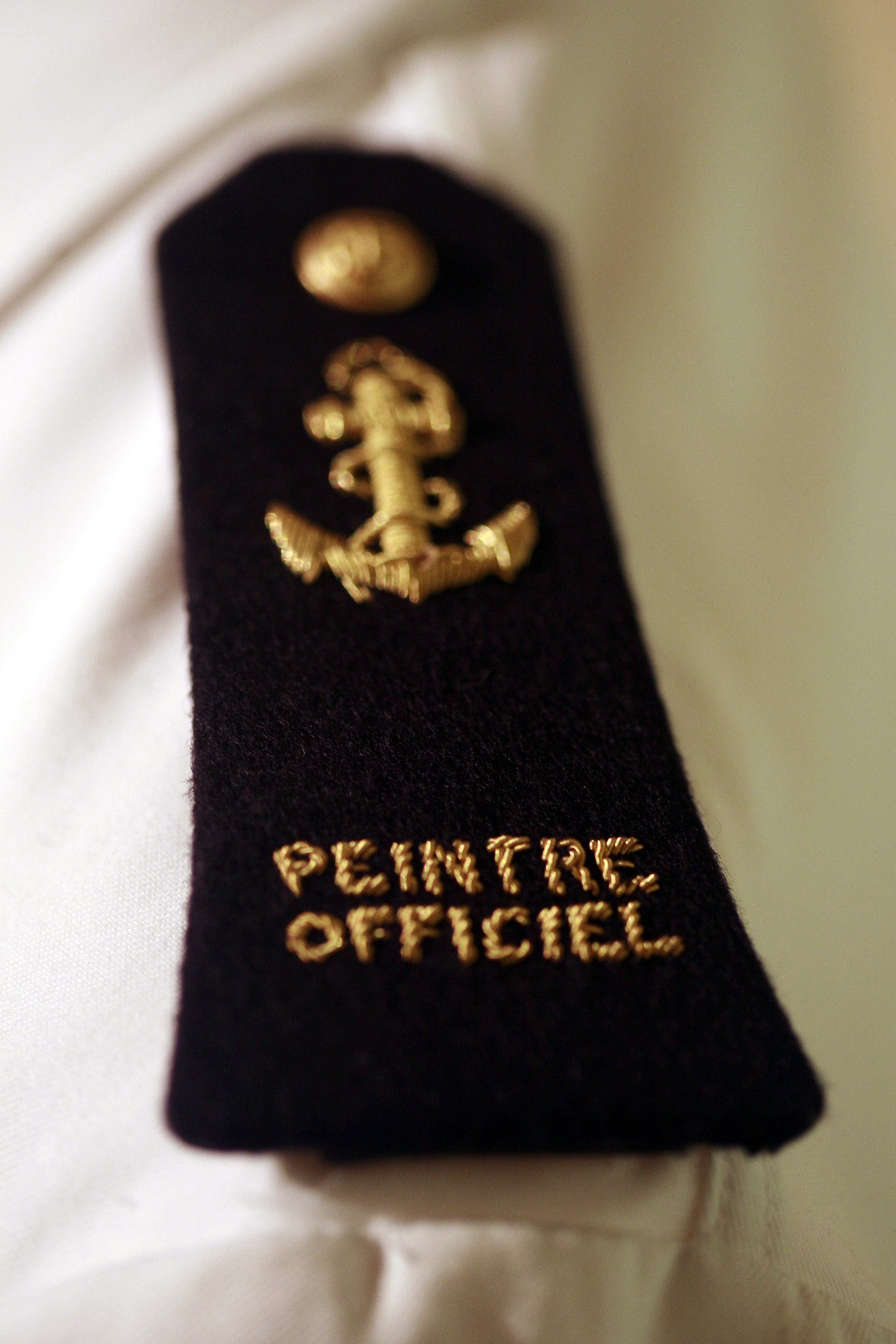
Épaulette de peintre officiel de la Marine

- Médaille d'or de la Société des artistes français en 1967, médaille d'honneur en 1979[1].
- Peintre officiel de la Marine en 1981[1].
- Grand Prix et médaille du Tokyo Fuji Art Museum de Tokyo.
- Membre de l'Académie d'Aix-en-Provence[39].
- Membre de l'Académie de Marseille[39].
- Membre d'honneur associé de l'Académie des sciences, belles-lettres et arts de Lyon[39].
- Membre de l'Académie royale d'Espagne[39].
- Membre de l'Académie d'Ouzbékistan[39].
- Membre de l'Académie des Beaux-Arts de Russie[39].

### Radiophonie
- Hélène Renard, « Arnaud d'Hauterives, Secrétaire perpétuel de l'Académie des beaux-arts », Canal-Académie, émission du 5 octobre 2006 (écouter en ligne - Durée : 30 min 36 s).
- Marianne Durand-Lacaze, « Découvrir l'Académie des beaux-arts avec son secrétaire perpétuel Arnaud d'Hauterives », Canal-Académie, émission du 20 mai 2007 (écouter en ligne - Durée : 38 min 05 s).
- Jacques Paugam, « L'essentiel... avec Arnaud d'Hauterives », Canal Académie, émission du 24 juin 2012 (écouter en ligne - Durée : 45 min 13 s).